# Yohimban-Alkaloide

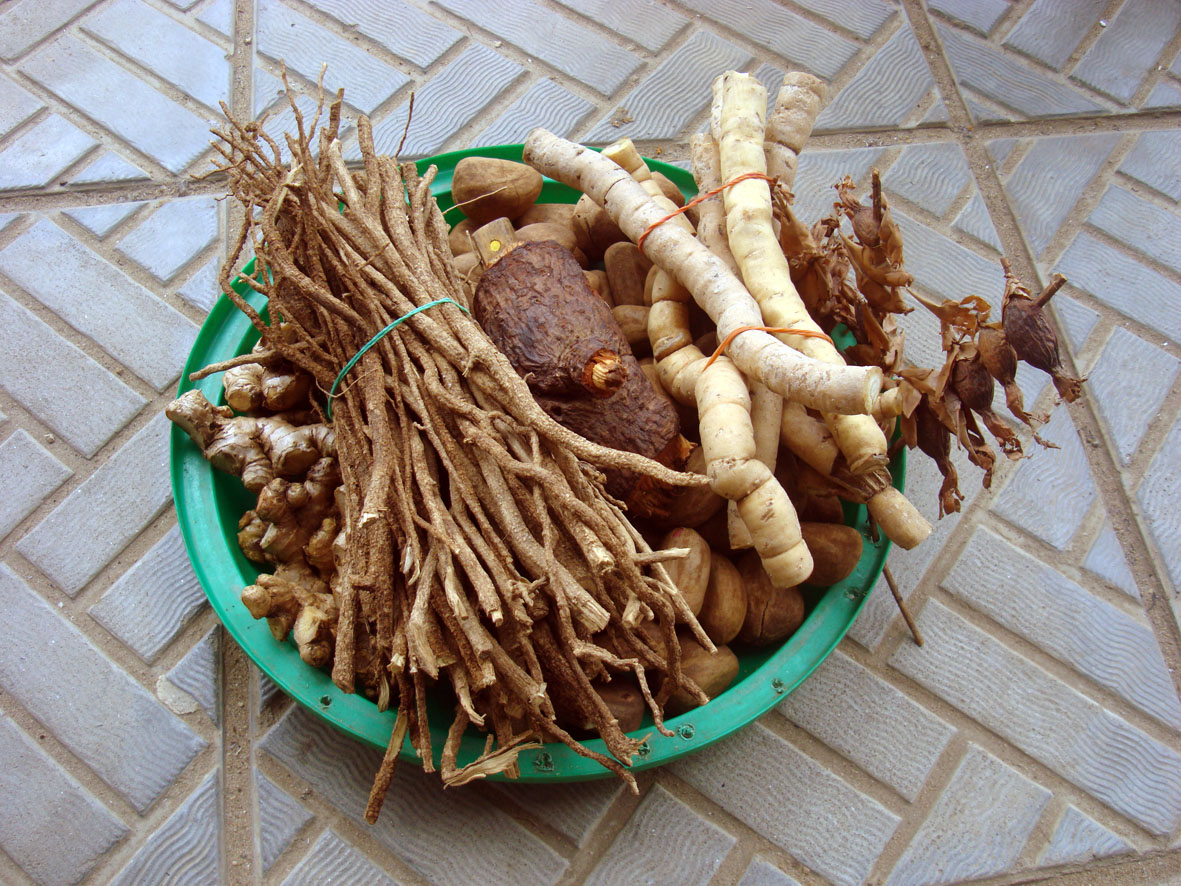
Rinde des Yohimbe-Baumes (Corynanthe yohimbe)

Yohimban-Alkaloide sind Naturstoffe des Indol-Alkaloid-Typs.

## Vorkommen
Yohimban-Alkaloide kommen in den Blättern und der Rinde des Yohimbe-Baumes vor.

## Vertreter
Das Hauptalkaloid dieser Gruppe ist das Yohimbin. Von diesem leiten sich viele Stereoisomere ab, u. a. Yohimban, Pseudoyohimban und Alloyohimban.

Yohimbin
(–)-Yohimban
(–)-Alloyohimban

## Eigenschaften
Yohimbin hat gefäßerweiternde und blutdrucksenkende Wirkungen. Außerdem wird es gegen Impotenz und als Aphrodisiakum in der Tiermedizin verwendet.